# Gisèle Charbit
Gisèle Charbit (Casablanca, 9 novembre 1937 – Saint-Cyprien, 8 giugno 2021) è stata una modella francese, vincitrice del titolo di Miss Marocco 1955 e Miss Francia 1956.
Ex segretaria a Casablanca, Gisele Charbit fu eletta Miss Francia presso il Palais de la Mediterranee di Nizza. Tre giorni prima il titolo era stato vinto da Maryse Fabre, Miss Riviera, ma davanti alle proteste della folla, l'elezione era stata interrotta. La sera seguente, il pubblico stesso fu chiamato a votare attraverso scrutinio segreto.